# Tatsuya Ikeda
Tatsuya Ikeda (池田 達哉 Ikeda Tatsuya?), född 18 maj 1988 i Hyōgo prefektur, är en japansk före detta fotbollsspelare.
Ikeda började sin karriär 2007 i Oita Trinita. Med Oita Trinita vann han japanska ligacupen 2008. Efter Oita Trinita spelade han för Sagawa Printing och Verspah Oita. Han avslutade karriären 2016.